# 18. prosinca
18. prosinca (18. 12.) 352. je dan godine po gregorijanskom kalendaru (353. u prijestupnoj godini).
Do kraja godine ima još 13 dana.

## Događaji
- 1910. – Utemeljeno je Hrvatsko novinarsko društvo, neovisna udruga profesionalnih novinara sa sjedištem u Zagrebu i jedno je od najstarijih profesionalnih udruženja u Hrvatskoj.
- 1916. – Završena Bitka za Verdun.
- 1970. – Treća runda konzultacija o pitanju ograničenja naoružanja SALT II. nije dala nikakav pozitivan rezultat.
- 1987. – Pojavila se prva inačica programskog jezika Perl.
- 1991. – Utemeljena 157. brigada HV, Slavonski Brod.
- 1991. – Tzv. niški specijalci zatočili i zlostavljali u splitskoj Lori 24 hrvatska dragovoljca iz Brodosplita tijekom primopredaje oružja, koje je 1990. JNA oduzela hrvatskoj Teritorijalnoj obrani, a koje je temeljem Žitničkog sporazuma trebalo biti vraćeno Hrvatskoj vojsci.

| - 1856. – Joseph John Thomson, engleski fizičar († 1940.) - 1863. – Franjo Ferdinand, austro-ugarski nadvojvoda i prijestolonasljednik († 1914.) - 1878. – Josif Visarionovič Staljin, sovjetski političar, državnik te komunistički diktator († 1953.) - 1919. – Jure Kaštelan, hrvatski pjesnik († 1990.) - 1922. – Josip Bobi Marotti, hrvatski glumac († 2011.) - 1933. – Laura Mancinelli, talijanska književnica († 2016.) - 1943. – Keith Richards, engleski glazbenik - 1946. – Steven Spielberg, američki redatelj, producent, trostruki dobitnik Oscara i najuspješniji redatelj svih vremena prema prihodu na blagajnama - 1963. – Brad Pitt, američki glumac - 1971. – Arantxa Sanchez Vicario, španjolska tenisačica - 1980. – Christina Aguilera, američka pjevačica,plesačica i glumica - 1981. – Nives Celzijus, hrvatski model - 1989. – Timofej Žukovski, hrvatski odbojkaš - 2001. – Billie Eilish, američka pjevačica | - 1829. – Jean-Baptiste Lamarck, francuski znanstvenik (* 1744.) - 1832. – Philip Morin Freneau, američki književnik (* 1752.) - 1888. – Antun Mažuranić, hrvatski jezikoslovac (* 1808.) - 1936. – Andrija Mohorovičić, istaknuti hrvatski znanstvenik na području meteorologije, seizmologije te geofizike s kraja 19. i početka 20. stoljeća (* 1857.) - 1980. – Dobriša Cesarić, hrvatski pjesnik (* 1902.) - 1992. – Vojin Bakić, hrvatski kipar srpskog porijekla (* 1915.) - 2006. – Joseph Barbera, američki filmski producent (* 1911.) - 2008. – Ivan Rabuzin, hrvatski slikar naivne umjetnosti (* 1921.) - 2014. – Ante Žanetić, Legendarni Hajdukov igrač )(* 1936.) |

## Blagdani i spomendani
- Svjetski dan migranata